# Sumie Tanaka
Pour les articles homonymes, voir Tanaka.
Sumie Tanaka (田中澄江, Tanaka Sumie) est une romancière et scénariste japonaise née le 11 avril 1908 et morte le 1er mars 2000. Elle est avec Yōko Mizuki et Natto Wada, l'une des trois plus remarquables scénaristes féminines de l'âge d'or du cinéma japonais des années 1950, elle est notamment connue pour ses scénarios pour Mikio Naruse et Kinuyo Tanaka.

## Biographie
Issue de la classe moyenne, Sumie Tsujimura fait ses études à l'université pour femmes d'Ochanomizu, l'une des plus prestigieuses du Japon. Une fois son diplôme obtenu, elle enseigne la littérature japonaise à la Sacred Heart School in Tokyo (聖心女子学院, Seishin joshi gakuin), une école privée pour filles tout en écrivant des pièces de théâtre.
En 1934, elle se marie au dramaturge shingeki Chikao Tanaka (ja) (1905-1995) et prend le nom de Sumie Tanaka. Elle se fait connaître pour ses pièces de théâtre dans la deuxième moitié des années 1930, elle rejoint avec son mari la compagnie théâtrale Bungakuza dès sa fondation en 1937. 
Après la guerre, elle se convertit avec toute sa famille au catholicisme, ce qui aura une forte influence sur ses écrits.
Sa carrière de scénariste se lance lorsqu'en octobre 1950, elle suit Heinosuke Gosho qui choisit l'indépendance vis à vis des studios en fondant sa propre société, Studio Eight Productions, avec le directeur de la photographie Mitsuo Miura, le réalisateur Shirō Toyoda et deux autres écrivains, Jun Takami et Junji Kinoshita,. Ses trois premiers scénarios pour les films Le Plaisir en famille de Noboru Nakamura, Enfance de Keisuke Kinoshita et Nuages épars de Heinosuke Gosho lui permettent de remporter le prix du meilleur scénario lors des Blue Ribbon Awards de 1952.
Elle a écrit 35 scénarios entre 1951 et 1967. Elle écrit aussi pour la télévision à partir des années 1960 et suit en parallèle une prolifique carrière de romancière et d'essaiste.
Sumie Tanaka meurt le 1er mars 2000 à Tokyo à l'âge de 91 ans.

## Filmographie
- 1951 : Le Plaisir en famille (我が家は楽し, Waga ya wa tanoshi?) de Noboru Nakamura
- 1951 : Enfance (少年期, Shōnenki?) de Keisuke Kinoshita
- 1951 : Nuages épars (わかれ雲, Wakare-gumo?) de Heinosuke Gosho
- 1951 : Le Repas (めし, Meshi?) de Mikio Naruse
- 1952 : Kurenaisen (紅扇?) de Kenkichi Hara
- 1952 : L'Éclair (稲妻, Inazuma?) de Mikio Naruse
- 1953 : Yōsei wa hana no nioi ga suru (妖精は花の匂いがする?) de Seiji Hisamatsu
- 1953 : Aiyoku no sabaki (愛慾の裁き?) de Hideo Ōba
- 1953 : Le Trône du maître de nô (獅子の座, Shishi no za?) de Daisuke Itō
- 1953 : Miseraretaru tamashii (魅せられたる魂?) de Masahisa Sunohara (en)
- 1954 : Betsuri (別離?) de Tsuruo Iwama (ja)
- 1954 : Derniers Chrysanthèmes (晩菊, Bangiku?) de Mikio Naruse
- 1955 : Kokoro ni hana no saku hi made (心に花の咲く日まで?) de Shin Saburi
- 1955 : Maternité éternelle (乳房よ永遠なれ, Chibusa yo eien nare?) de Kinuyo Tanaka
- 1956 : Traces de femmes (女の足あと, Onna no ashiato?) de Minoru Shibuya
- 1956 : Tōkyō no hito (東京の人 前後篇?) de Katsumi Nishikawa
- 1956 : Zakkyo kazoku (雑居家族?) de Seiji Hisamatsu
- 1956 : Jōshū to tomo ni (女囚と共に?) de Seiji Hisamatsu
- 1956 : Rivière de nuit (夜の河, Yoru no kawa?) de Kōzaburō Yoshimura
- 1956 : Au gré du courant (流れる, Nagareru?) de Mikio Naruse
- 1957 : Une Danseuse (踊子, Odoriko?) de Hiroshi Shimizu
- 1957 : Les Papillons de la nuit (夜の蝶, Yoru no chō?) de Kōzaburō Yoshimura
- 1957 : Yoru no kamome (夜の鴎?) de Shin Saburi
- 1958 : Onna de aru koto (女であること?) de Yūzō Kawashima
- 1958 : Anzukko (杏っ子, Anzukko?) de Mikio Naruse
- 1959 : Fubuki to tomo ni kieyukinu (吹雪と共に消えゆきぬ?) de Keigo Kimura
- 1959 : Onna gokoro (女ごころ?) de Seiji Maruyama
- 1959 : Beauté coupable (美貌に罪あり, Bibō ni tsumi ari?) de Yasuzō Masumura
- 1960 : La Danseuse d'Izu (伊豆の踊子, Izu no odoriko?) de Yoshirō Kawazu
- 1961 : Onna no hashi (女の橋?) de Noboru Nakamura
- 1961 : Le Plus Petit Guerrier (安寿と厨子王丸, Anju to Zushiōmaru?) de Yūgo Serikawa et Taiji Yabushita
- 1961 : La Nuit des femmes (女ばかりの夜, Onna bakari no yoru?) de Kinuyo Tanaka
- 1962 : Chronique de mon vagabondage (放浪記, Hōrōki?) de Mikio Naruse
- 1964 : Uzushio (うず潮?) de Buichi Saitō
- 1967 : Tabiji (旅路?) de Shinji Murayama (ja)

## Œuvres littéraires
- 1995 : Otto no shimatsu (夫の始末?)

## Récompenses
- 1952 : Prix Blue Ribbon du meilleur scénario pour Le Plaisir en famille, Enfance et Le Repas[7]
- 1996 : Prix Murasaki Shikibu de littérature pour son roman Otto no shimatsu (夫の始末?)
- 1996 : Prix de littérature féminine pour son roman Otto no shimatsu (夫の始末?)